# Жељко Топаловић
Жељко Топаловић (рођен 3. марта 1972. у Београду) је бивши српски и југословенски кошаркаш. Играо је на позицији центра.

## Каријера
Топаловић је био члан БФЦ Беочина у годинама када је овај клуб био у врху домаће кошарке и стизао чак до финала прве лиге у сезони 1995/96. Касније је каријеру наставио у дресу Црвене звезде и био је члан генерације која је донела титулу првака државе у сезони 1997/98. Наступао је и у дресу Будућности са којом је такође освојио домаће првенство у сезони 1998/99. Након тога се вратио у Звезду а каријеру је завршио у дресу Борца из Бањалуке.

## Успеси

### Клупски
- Црвена звезда:
  - Првенство СР Југославије (1): 1997/98.
- Будућност:
  - Првенство СР Југославије (1): 1998/99.

### Репрезентативни
- Европско првенство до 16 година:  1989.